# Kingsbury, Nevada
Kingsbury är en så kallad census-designated place i Douglas County i Nevada. Vid 2020 års folkräkning hade Kingsbury 2 313 invånare.